# Romany
Albums de The Hollies
Distant Light
(1971) Out on the Road
(1973)
Romany est le douzième album du groupe The Hollies, sorti en 1972, et le premier sorti après le départ du chanteur Allan Clarke, remplacé par le Suédois Mikael Rickfors (en). Du fait du départ de Clarke et, avant lui, de Graham Nash, les Hollies s'appuient de plus en plus sur des auteurs et compositeurs extérieurs au groupe.
La pochette de Romany représente le même paysage forestier que celle de son prédécesseur, Distant Light, mais dans des tonalités hivernales, là où l'originale évoquait le printemps.

## Titres
| 1. | Won't We Feel Good That Morning | Cy Crane, Herbert Weiner, John Gluck Jr. | 3:24 |
| 2. | Touch                           | Mikael Rickfors (en)                     | 5:15 |
| 3. | Words Don't Come Easy           | Colin Jennings                           | 3:45 |
| 4. | Magic Woman Touch               | Colin Jennings, Garth Watt-Roy           | 3:19 |
| 5. | Lizzy and the Rainman (en)      | Larry Henley, Kenny O'Dell (en)          | 3:20 |
| 6. | Down River                      | David Ackles                             | 4:10 |

| 7.  | Slow Down                            | Cy Crane, Herbert Weiner, John Gluck Jr. | 2:55 |
| 8.  | Delaware Taggett and the Outlaw Boys | Colin Jennings                           | 3:10 |
| 9.  | Jesus Was a Crossmaker (en)          | Judee Sill                               | 3:47 |
| 10. | Romany                               | Colin Jennings                           | 5:27 |
| 11. | Blue in the Morning                  | Tony Hicks, Kenny Lynch                  | 3:20 |
| 12. | Courage of Your Convictions          | Alan Rush, Randy Cullers                 | 3:34 |

## Musiciens
- Bernie Calvert : basse, claviers
- Bobby Elliott : batterie, percussions
- Tony Hicks : guitare, chant
- Mikael Rickfors : chant
- Terry Sylvester : guitare rythmique, chant

## Classements
| Classement                 | Meilleure position | Semaines de présence |
| -------------------------- | ------------------ | -------------------- |
| États-Unis (Billboard 200) | 84                 | 12                   |